# Lingua bai
La lingua bai (bai: Baip‧ngvp‧zix; 白語T, 白语S, BáiyǔP) è una lingua appartenente alla famiglia delle lingue sinotibetane che viene parlata in Cina, perlopiù nella provincia dello Yunnan, dalla popolazione bai.
A questa lingua vengono associati diversi codici ISO 639: bca, bfs, bfc, lay.